# Hans Heinrich Blotevogel
Hans Heinrich Blotevogel (* 23. November 1943 in Getmold) ist ein deutscher Stadt-, Wirtschafts- und Sozialgeograph. Er ist seit 2012 Gastprofessor für Angewandte Geographie, Raumforschung und Raumordnung am Institut für Geographie und Regionalforschung an der Universität Wien.

## Leben
Hans Heinrich Blotevogel studierte von 1963 bis 1969 Geographie, Germanistik, Soziologie und Philosophie in Münster, Tübingen und Bochum. Von 1970 bis 1981 war er Assistent am Geographischen Institut der Ruhr-Universität Bochum (RUB). Er promovierte 1972 an der Fakultät für Geowissenschaften der RUB, wo er 1980 habilitierte. 1982 wurde er mit dem Karl-Zuhorn-Preis ausgezeichnet. Von 1983 bis 2004 war er Professor für Wirtschafts- und Sozialgeographie an der Gerhard-Mercator-Universität in Duisburg. Von 2004 bis 2009 war er Professor für Raumordnung und Landesplanung an der Fakultät für Raumplanung der Technischen Universität Dortmund. Von 2005 bis 2008 war er geschäftsführender Direktor des Instituts für Raumplanung (IRPUD). Von 1997 bis 1999 war er Präsident der Deutschen Gesellschaft für Geographie. Im Amtsjahr 2009/2010 war er Präsident der Akademie für Raumforschung und Landesplanung. Seit 1999 ist er korrespondierendes Mitglied der Österreichischen Akademie der Wissenschaften und seit 2000 Mitglied der Academia Europaea.

## Schriften (Auswahl)
- Zentrale Orte und Raumbeziehungen in Westfalen vor der Industrialisierung. Schöningh, Paderborn 1975, ISBN 3-506-71198-9.
- Kulturelle Zentralfunktionen. Theoretische Konzepte und Beispiele aus Westfalen seit dem 18. Jahrhundert. In: Günter Wiegelmann (Hrsg.): Kulturelle Stadt-Land-Beziehungen in der Neuzeit. 1978, S. 63–114 (Volltext als PDF)